# Marceau Pivert

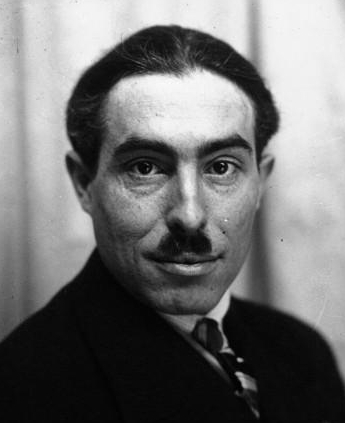
Marceau Pivert (1932)

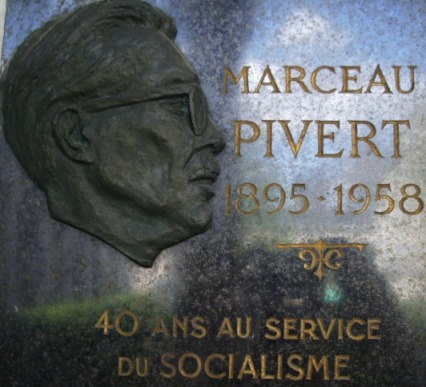
Der Grabstein Piverts

Marceau Pivert (* 2. Oktober 1895 in Montmachoux, Département Seine-et-Marne; † 3. Juni 1958 in Paris) war ein französischer sozialistischer Politiker. Er war in den 1930er Jahren ein Führer des linken Flügels der Section française de l’Internationale ouvrière (SFIO) und Minister unter Léon Blum.

## Biographie
Pivert stammte aus kleinbürgerlichen Verhältnissen. 1915 zum Kriegsdienst eingezogen, wurde er während eines Gasangriffs vergiftet, erkrankte schwer und wurde 1917 freigestellt. Er schloss sich der Liga für Menschenrechte und den Freimaurern an und wurde Mitglied der Lehrergewerkschaft. 1924 trat er der SFIO bei; unter seiner Führung sollte die SFIO-Sektion im 15. Pariser Arrondissement in den 1930er Jahren eine der stärksten Organisationen der Partei werden.
Pivert gehörte zur Strömung um die von Jean Zyromski gegründete bataille socialiste (sozialistischer Kampf) und saß seit 1933 im Vorstand der SFIO. In den 1930er Jahren wurde er als Führer der äußersten Linken der Partei bekannt. Nach dem 6. Februar 1934 betrieb er den Aufbau einer sozialistischen Selbstschutzformation und leistete einen bedeutenden Beitrag für das Zustandekommen der Einheitsfront der Arbeiterorganisationen.
Im März 1935 traf er Trotzki in dessen französischem Exil in Domène (Isère). Nach dem Bruch mit Zyromski, als dessen rechte Hand er lange Zeit gegolten hatte, bildete Pivert Ende September 1935 innerhalb der SFIO eine neue Tendenz. Die Gauche révolutionnaire (revolutionäre Linke) unterhielt engen Kontakt zum Londoner Büro linkssozialistischer Parteien und Gruppen. Nach dem Wahlsieg der Volksfront und zu Beginn der Massenstreiks der französischen Arbeiter veröffentlichte Pivert im Mai 1936 im Zentralorgan der SFIO, Le Populaire, einen Artikel, der mit seinem Titel Tout est possible („Alles ist möglich“) weithin für Aufsehen sorgte.
In der Volksfrontregierung unter Léon Blum war er für Presse, Rundfunk und Kino verantwortlich. Im Januar 1937 trat er unter Protest gegen die Politik der Regierung, die dem Druck des Bürgertums in zunehmendem Maße nachgab, zurück. Als die Führung der SFIO die Gauche révolutionnaire im April 1937 für aufgelöst erklärte, unterwarf er sich der Parteidisziplin. Nachdem die Parteiführung im April 1938 seine Mitgliedschaft für drei Jahre ausgesetzt und die Seine-Föderation, eine Hochburg der sozialistischen Linken, aufgelöst hatte, gründete Pivert im Juli 1938 die Parti socialiste ouvrier et paysan (PSOP), die mit etwa 10.000 Mitgliedern ein rundes Drittel der früheren Anhänger der Gauche révolutionnaire umfasste.
Die PSOP beteiligte sich am Londoner Büro und an dessen Nachfolgeorganisationen Internationale Arbeiterfront (IAF) und Internationales Revolutionär-Marxistisches Zentrum (IRMZ). Im Auftrag der IAF reiste Pivert im August 1939 in die USA. In Amerika vom Kriegsausbruch überrascht, lebte er seit 1940 in Mexiko. Mit Julián Gorkin, Victor Serge, Gustav Regler und anderen bildete er dort einen internationalen Diskussionszirkel, der das Ziel heftiger publizistischer Angriffe vonseiten der moskautreuen Kommunisten und Anhängern Josef Stalins wurde. 1946 kehrte Pivert nach Frankreich zurück und schloss sich erneut der SFIO an. Er ergriff, im Gegensatz zu jener, Partei für die Unabhängigkeit Algeriens.